# Oleria tabera
Oleria tabera är en fjärilsart som beskrevs av William Chapman Hewitson 1869. Oleria tabera ingår i släktet Oleria och familjen praktfjärilar. Inga underarter finns listade i Catalogue of Life.